# Kleemu
Kleemu is een plaats in de Estlandse gemeente Hiiumaa, provincie Hiiumaa. De plaats heeft de status van dorp (Estisch: küla).
Kleemu lag tot in oktober 2017 in de gemeente Käina. In die maand ging de gemeente op in de fusiegemeente Hiiumaa.

## Bevolking
De ontwikkeling van het aantal inwoners blijkt uit het volgende staatje:
| Jaar            | 2000 | 2011 | 2017 | 2019 | 2021 |
| --------------- | ---- | ---- | ---- | ---- | ---- |
| Aantal inwoners | 14   | 11   | 12   | 14   | 12   |

## Ligging
Kleemu ligt op een afstand van 2,5 km van de Baai van Jausa. De rivier Luguse, die uitkomt in de baai, stroomt door het dorp.

## Geschiedenis
Kleemu stond pas in 1970 voor het eerst op de lijst van dorpen. In 1977 werd het alweer opgeheven; het werd bij het buurdorp Utu gevoegd. In 1997 werd het weer een zelfstandig dorp. De naam is afgeleid van de voornaam Klement.